# Les Skuse
Les Skuse (* 1912 in Bristol als Leslie Walter Harold Skuse; † 1973) war ein britischer Tätowierer. Er gründete die erste Tätowierervereinigung in Großbritannien, den Bristol Tattoo Club und veranstaltete den weltweit ersten Tattoo-Wettbewerb. Sein im Jahre 1945 eröffnetes Studio wird bis heute in der dritten Generation geführt.

## Leben
Leslie Walter Harold Skuse wurde als Sohn eines Bergarbeiters im Jahre 1912 geboren. Bereits im Alter von 17 Jahren „experimentierte Skuse mit Nadeln herum“. Nach dem Zweiten Weltkrieg, in dem er bei der Luftabwehr diente, eröffnete er in seiner Heimatstadt Bristol seinen Tattoo-Shop. Skuse erkannte früh, dass die Gründung eines Tattoo-Clubs notwendig ist, um einerseits ein Forum für Tattoo-Fans und andererseits ein Sprachrohr für die Tattoo-Kunst zu schaffen. Er gründete daher im Jahr 1953 den Bristol Tattoo Club, der im Jahr 1955 den weltweit ersten Tattoo-Wettbewerb (Vorläufer der Tattoo-Conventions von heute) veranstaltete. Das Studio wurde von seinem Sohn Daniel George Leslie übernommen, dessen Frau Janet Skuse, genannt Rusty, Anfang der 1970er Jahre als „meist tätowierte Frau Großbritanniens“ ins Guinness-Buch der Rekorde aufgenommen wurde. Heute wird das Studio in der dritten Generation von Jimmie Skuse geführt.